# Тржич (Добреполє)
Тржич (словен. Tržič) — поселення в общині Добреполє, Осреднєсловенський регіон, Словенія. 
Висота над рівнем моря: 418,6 м.